# Maggie Stiefvaterová
Maggie Stiefvaterová (* 18. listopadu 1981 Harrisonburg, Virginie) je americká spisovatelka. Píše fantasy romány převážně pro mládež.

## Životopis
Maggie, rodným jménem Heidi, se narodila 18. listopadu 1981 v Harrisonburgu ve Virginii. Vystudovala Mary Washington College, obor historie.
Psaní, hudbě a umění se začala věnovat, když jí bylo 22 let. Hraje na klavír, flétnu, dudy a harfu. 
Její knihy jsou o vílách (série Books of Faerie), vlkodlacích (série Vlci z Mercy Falls) a dalších (nejen) nadpřirozených bytostech. Kromě psaní je Maggie také vášnivou čtenářkou a hraje na mnoho hudebních nástrojů (např. na dudy, harfu nebo klavír).
V současné době žije Maggie ve Virginii. Je vdaná a má dvě děti, dva neurotické psy, a také nepříčetnou kočku. Jak sama uvádí, vedou tam život hipíků.
Zajímavostí je, že má ráda stará auta a jedno takové dokonce vlastní. Je to Camaro z roku 1973 a jmenuje se Loki.

## Literární dílo
Její knižní prvotina, román Lament: The Faerie Queen's Deception vyšel v roce 2008. Do povědomí čtenářů se však dostala až v roce 2009 s románem Mrazení (Shiver), který je prvním románem z trilogie Vlci z Mercy Falls a který se dlouhou dobu držel mezi nejprodávanějšími tituly žebříčku The New York Times (přes 40 týdnů) nebo Publishers Weekly.

### Série Vlci z Mercy Falls
| Č. | Název knihy | Původní název knihy | Rok vydání | Rok vydání v ČR |
| -- | ----------- | ------------------- | ---------- | --------------- |
| 1  | Mrazení     | Shiver              | 2009       | 2010            |
| 2  | Váhání      | Linger              | 2010       | 2011            |
| 3  | Splynutí    | Forever             | 2011       | 2011            |

Celá trilogie pojednává o vztahu mezi Grace a Samem.
Grace Sama pozorovala už od dětství. Netušila však, že vlk se žlutýma očima, kterým je tolik fascinována, se v létě mění v mladého muže, který se zanedlouho stane nedílnou součástí jejího života. Ovšem doba, na kterou se Sam mění v člověka je rok od roku kratší a mladým milencům nezbývá, než se pokusit zvrátit osud, který hraje proti nim. Když už to vypadá, že by konečně mohli být spolu napořád, začne do lesů utíkat ve vlčím kožichu Grace. Když se do toho zapojí i lovci z Mercy Falls, kteří chtějí vlky vyvraždit, Sam musí začít jednat, aby svou dívku zachránil před jistou smrtí.

### Série Books of Faerie
- Lament: The Faerie Queen's Deception (2008)
- Ballad: A Gathering of Faerie (2009)

Deirdre Monaghan a James Morgan jsou nejlepší přátelé a také skvělí muzikanti. Deirdre zjišťuje, že má dar vidět víly. Spolu s Jamesem odcházejí ze střední školy a po hlavě se vrhají do nebezpečného světa víl.

### Série The Raven Cycle
- The Raven Boys (chystáno na září 2012)

### Ostatní
- The Scorpio Races (2011)